# فابريسيو في
فابريسيو في (بالإسبانية: Fabricio Vay)‏ مواليد 26 مارس 1986، هو لاعب كرة سلة أرجنتيني بدأ مسيرته الاحترافية في سنة 2008 ويحمل الرقم 4. يبلغ طوله 6 قدم 9 بوصة (2.1 م).

## فرق لعب لها
- فالنسيا باسكت
- جيمناسيا إيسغريما دي كومودورو ريفادافيا

## روابط خارجية
- فابريسيو في على موقع الاتحاد الدولي لكرة السلة (الإنجليزية)
- فابريسيو في على موقع الدوري الإسباني لكرة السلة (الإسبانية)
- فابريسيو في على موقع كرة السلة الأوروبية.كوم (الإنجليزية)
- فابريسيو في على موقع ريلجم (الإنجليزية)
- فابريسيو في على موقع بروبوليرز (الإنجليزية)
- فابريسيو في على موقع سبورتس رفرنس (الإنجليزية)
- فابريسيو في على موقع سبورتس رفرنس (الإنجليزية)